# Royce O'Neale
Royce Khalil O'Neale (Killeen, 5 de junho de 1993) é um jogador norte-americano de basquete profissional que atualmente joga no Brooklyn Nets.
Ele jogou basquete universitário pela Universidade de Denver e pela Universidade Baylor.   

## Carreira universitária
O'Neale foi recrutado para a Universidade de Denver enquanto estudava na Harker Heights High School. Ele jogou duas temporadas pela equipe antes de se transferir para a Universidade Baylor em 2013. Como se transferiu para ficar mais perto de sua família e avô doente, a NCAA concedeu a ele uma isenção das regras de transferência, tornando-o imediatamente elegível para jogar.

## Carreira profissional

### Riesen Ludwigsburg (2015–2016)
Após o encerramento de sua carreira universitária, O'Neale não foi selecionado no draft da NBA de 2015. Ele jogou sua primeira temporada profissional na Alemanha pelo Riesen Ludwigsburg, onde obteve médias de 8,1 pontos e 4,5 rebotes.

### Gran Canária (2016–2017)
Depois de jogar pelo time do Golden State Warriors na Summer League em 2016, ele assinou com o clube espanhol Gran Canaria para a temporada de 2016-17.

### Utah Jazz (2017–2022)
Em 25 de junho de 2017, O'Neale assinou com o clube lituano Žalgiris Kaunas. No entanto, ele nunca jogou um jogo para a equipe.
Depois de jogar pelo Utah Jazz na Summer League de 2017, ele foi contratado pela equipe para a temporada de 2017-18. O'Neale fez sua estreia na NBA em 21 de outubro de 2017, jogando um único minuto na vitória por 96-87 contra o Oklahoma City Thunder. Em 14 de fevereiro de 2018, ele marcou 19 pontos em um jogo contra o Phoenix Suns.
Em 19 de janeiro de 2020, o Utah Jazz anunciou que havia assinado uma extensão de contrato com O'Neale.

### Brooklyn Nets (2022–2024)
Em 30 de junho de 2022, O'Neale foi negociado com o Brooklyn Nets em troca de uma escolha de primeira rodada do draft de 2023.

## Estatísticas da carreira

### NBA

#### Temporada regular
| Ano      | Equipe   | PJ  | PT  | MPJ  | AP   | 3P   | LL   | RT  | AS  | BR  | TO | PPJ |
| -------- | -------- | --- | --- | ---- | ---- | ---- | ---- | --- | --- | --- | -- | --- |
| 2017–18  | Utah     | 69  | 4   | 16.7 | .423 | .356 | .803 | 3.4 | 1.4 | .5  | .2 | 5.0 |
| 2018–19  | Utah     | 82  | 16  | 20.4 | .475 | .386 | .762 | 3.5 | 1.5 | .7  | .3 | 5.2 |
| 2019–20  | Utah     | 71  | 62  | 28.9 | .433 | .377 | .764 | 5.5 | 2.5 | .8  | .5 | 6.3 |
| 2020–21  | Utah     | 71  | 71  | 31.6 | .444 | .385 | .848 | 6.8 | 2.5 | .8  | .5 | 7.0 |
| 2021–22  | Utah     | 77  | 77  | 31.2 | .457 | .389 | .804 | 4.8 | 2.5 | 1.1 | .4 | 7.4 |
| Carreira | Carreira | 370 | 230 | 25.7 | .446 | .378 | .796 | 4.8 | 2.0 | .7  | .3 | 6.1 |

#### Playoffs
| Ano      | Equipe   | PJ | PT | MPJ  | AP   | 3P   | LL    | RT  | AS  | BR  | TO | PPJ  |
| -------- | -------- | -- | -- | ---- | ---- | ---- | ----- | --- | --- | --- | -- | ---- |
| 2018     | Utah     | 11 | 5  | 23.5 | .500 | .357 | .632  | 3.5 | 1.4 | .9  | .4 | 7.1  |
| 2019     | Utah     | 5  | 0  | 27.4 | .467 | .348 | .750  | 4.6 | 1.6 | .4  | .4 | 10.6 |
| 2020     | Utah     | 7  | 7  | 35.6 | .406 | .455 | .500  | 5.4 | 2.7 | 1.3 | .3 | 5.6  |
| 2021     | Utah     | 11 | 11 | 36.7 | .506 | .467 | .833  | 7.3 | 2.1 | 1.1 | .3 | 11.3 |
| 2022     | Utah     | 6  | 6  | 31.3 | .400 | .280 | 1.000 | 5.7 | 1.5 | .5  | .2 | 6.2  |
| Carreira | Carreira | 40 | 29 | 30.9 | .455 | .381 | .743  | 5.3 | 1.8 | .8  | .3 | 8.1  |

## Ligações Externas
- Royce O'Neale no X